# António José da Silva Paulet

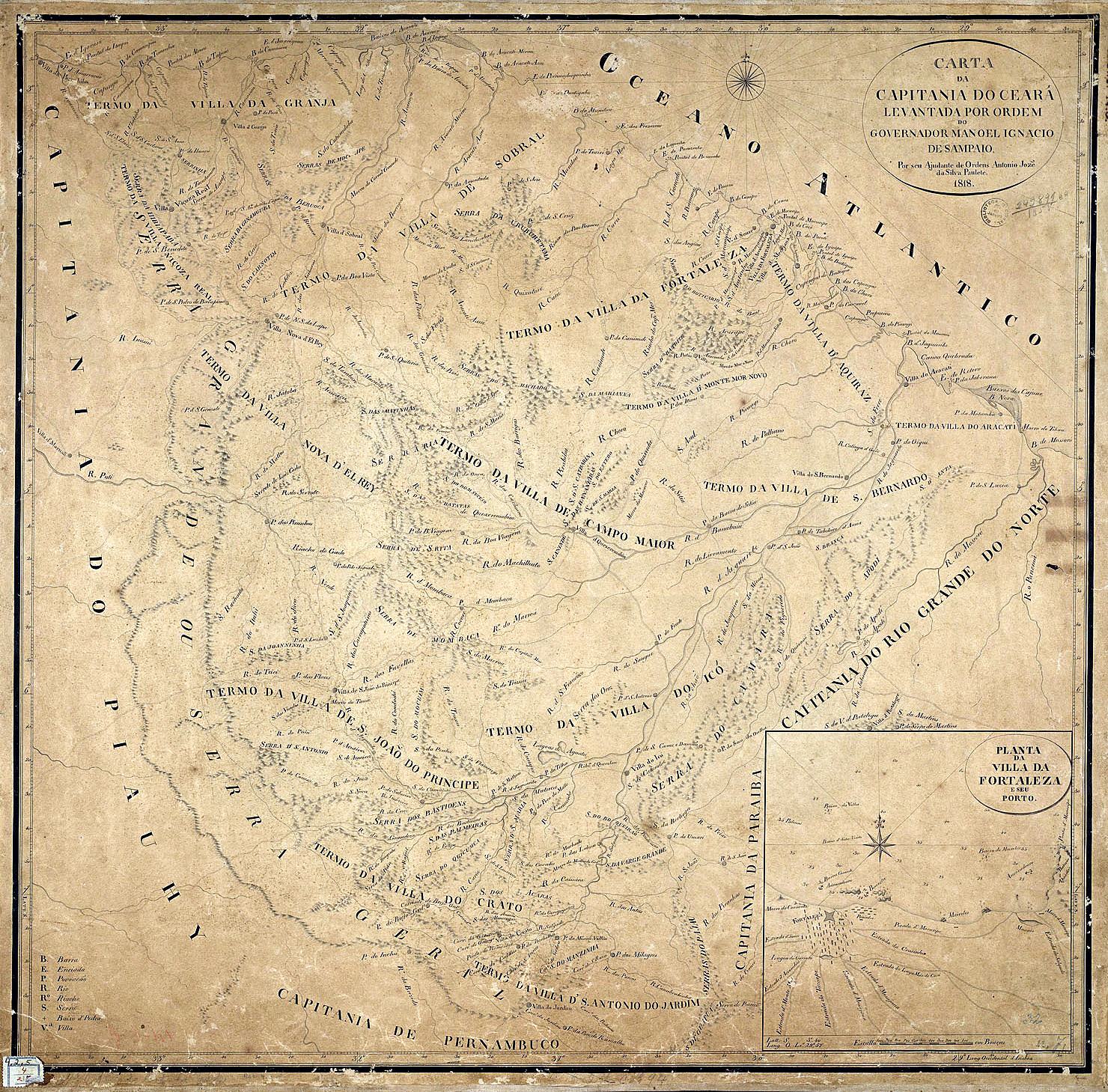
Carta da Capitania do Ceará (Antônio José da Silva Paulet, 1818).

Antônio José da Silva Paulet (Vila Nogueira de Azeitão, 1778 – 1837) foi um engenheiro militar português.

## Biografia
De ascendência francesa, com a patente de Tenente-coronel do Real Corpo de Engenheiros, chegou em 1812 à então Capitania do Ceará para o cargo de ajudante de ordens do seu novo governador, o coronel Manuel Inácio de Sampaio e Pina Freire.      
Foi o autor do primeiro plano urbanístico para a cidade de Fortaleza, em 1812. Entre as obras que executou na cidade, destacam-se a Fortaleza de Nossa Senhora da Assunção e o Passeio Público. A ideia central do seu plano urbanístico para Fortaleza (o sistema de traçado em xadrez), é mantido no plano urbanístico de Adolfo Herbster de 1875.    
Foi elevado à patente de Coronel Efetivo do Real Corpo de Engenheiros, passando a comandar a província de Missões, em lugar do Marechal de Campo Francisco das Chagas Santos, por ordem real de 12 de fevereiro de 1820. Regressou com o Governador Sampaio em 1820, retornando ao Reino de Portugal. 
No contexto da Guerra Civil Portuguesa, entre 1828 e 1834, envolveu-se politicamente, tendo mesmo chegado a pegar em armas. Detido, foi julgado e condenado à morte, tendo logrado escapar à punição. 
Em sua homenagem, uma rua de Fortaleza, no bairro da Aldeota, recebeu o seu nome: Rua Silva Paulet.